# ویلیام مارسدن
ویلیام مارسدن (به انگلیسی: William Marsden) بازیکن فوتبال زادهٔ ۱۰ نوامبر ۱۹۰۱ اهل کشور انگلستان که سابقهٔ بازی در تیم ملی فوتبال انگلستان را در کارنامهٔ خود دارد. وی در تاریخ ۲۰ نوامبر ۱۹۲۹ نخستین بازی ملی خود را در مقابل تیم ملی فوتبال ولز انجام داد و با حضور در ۳ بازی ملی، در تاریخ ۱۰ مه ۱۹۳۰ واپسین بازی ملی‌اش را در برابر تیم ملی فوتبال آلمان برگزار کرد.